# Reutlingeni járás
Reutlingen járás egy járás Baden-Württembergben. Reutlingeni járás Alb-Donau, Biberach, Sigmaringen, Zollernalb, Tübingen, Böblingen, Esslingen és Göppingen járásokkal határos. Lakosainak száma 286 748 fő (2019. október 31.).

## Népesség
A járás népessége az elmúlt években az alábbi módon változott:

| 2014 | 274 691 |
| 2019 | 286 748 |